# Nicola Bovari
Nicola Bovari (Potenza Picena, 25 marzo 1945 – Potenza Picena, 10 ottobre 2018) è stato un calciatore italiano, di ruolo centrocampista.

## Carriera
Giocò in Serie A con il Bari e con l'Inter.

## Palmarès

### Club

#### Competizioni nazionali
- Campionato italiano: 1

Inter: 1962-1963